# Limonium tianschanicum
Limonium tianschanicum är en triftväxtart som beskrevs av Igor Alexandrovich Linczevski. Limonium tianschanicum ingår i släktet rispar, och familjen triftväxter. Inga underarter finns listade i Catalogue of Life.